# Mbeni
Mbeni – miasto na Komorach, na wyspie Wielki Komor. Według danych na rok 2003 liczyło 5 768 mieszkańców.